# Eric Roberts
Eric Anthony Roberts (Biloxi, Mississippi, 1956. április 18. –) amerikai színész. Pályáját A cigányok királya (1978) című filmmel kezdte, amivel elnyerte a Golden Globe-díj legjobb színész jelölését. Később, 1980-ban főszerepet kapott Willa Cather 1905-ös elbeszélésének színpadi változatában, a Paul’s Case-ben. A Szökevényvonat (1985) című filmben nyújtott mellékszerepéért Golden Globe és Academy Awardra jelölték.
Az 1990-es, 2000-es évek alatt további drámai filmekben, illetve TV-filmekben szerepelt, miközben már tévésorozatokban is megjelent. Televíziós munkája a Less Than Perfect három évadja és a visszatérő szerepei az NBC Heroes sorozatában.
Húgai Julia Roberts és Lisa Roberts Gillan, valamint lánya Emma Roberts színésznők.

## Fiatal évei
Szülei, egykori színész és drámaíróként, akkor találkoztak, amikor színpadi produkciókat adtak elő a katonaságnak. Később társalapítói lettek az Atlanta Actors and Writers Workshopnak a Georgia állambeli Atlantában. Roberts itt a Grady High School növendéke volt. Anyja Betty, 1972-ben elvált, és Michael Moteshoz ment feleségül, akitől született lánya Nancy Motes (1976).

## Karrier
Roberts Golden Globe jelölést kapott korai szerepléseiért A cigányok királya (1978) és a Star 80-ban (1983). 1985-ben jelölték az Academy Award for Best Supporting Actor-ra a Szökevényvonat című filmben alakított szökött fegyenc, Buck szerepéért. 1987-ben pedig elnyerte a Theatre World Award-ot a Brodway-en bemutatott Burn This-ért. Roberts további főszerepei: Raggedy Man (1981), The Pope of Greenwich Village (1984), The Coca-Cola Kid (1985), Nobody's Fool (1986), Best of the Best (1989), By the Sword (1991), Best of the Best 2 (1993), The Immortals (1995), La Cucaracha (1998), and Purgatory (1999), Stiletto Dance (2001). Jelentős mellékszerepei a Final Analysis (1992), The Specialist (1994), Shannon's Rainbowban láthatóak (2009). Illetve Michael arkangyal szerepét játszotta a The Prophecy II-ben (1997).
1996-ban feltűnt a Doctor Who TV-filmben mint a negyedik Mester. 2007-től ő az egyetlen híres amerikai filmszínész, aki színpadi szerepeket is játszik.
A legújabb projektje A Guide to Recognizing Your Saints, DOA: Dead or Alive és a Royal Kill filmeket tartalmazza. Feltűnik továbbá a The Dark Knightban mint Sal Maroni Gothami maffiafőnök, aki felbéreli a Jokert, hogy végezzen a szuperhőssel, illetve a CSI: Miami helyszínelők egyik epizódjában mint Ken Kramer gyilkos, aki megölt egy fiatal párt. Egy másik figyelemre méltó tévés szereplése volt a "Victims" of Law & Order: Special Victims Unit, ahol Sam Winfieldet játssza, aki zsaruból lett önbíráskodó. Ugyanebben az évben ő alakította Shane McCutcheon apját Gabrielt a The L Wordben. 2007. január elején pedig játszott a két részes mini filmben a Pandemicben mint Los Angeles polgármestere.
Roberts volt Superman ellenségének, Mongulnak a hangja az animációs sorozatban, a Justice League-ben, és Dark Dannynek a Nickelodeon Danny Phantomjában. Ő játszotta Thompson ügynököt, Mr. Bennett munkatársát a Hősök első évadjában, akit a harmadik évadban (Villains) újra eljátszott.
Rober
Feltűnik a The Killers klipben a Mr. Brightside-ban, valamint Mariah Carey klipjében a We Belong Together-ben és a It’s Like That-ben, 2006-ban pedig Akon klipjében a Smack That-ben.
2009 februárjában, az Oscarra jelölt Mickey Rourke, aki Robertsszel játszik együtt a The Pope of Greenwich Village-ben, azt mondta, reméli, hogy Roberts hamarosan kap egy olyan szerepet, ami feltámasztja a karrierjét. Jelenleg Seth Blanchardot alakítja a STARZban.

## Magánélete
Lánya, Emma Roberts 1991. február 10-én született barátnőjétől, Kelly Cunninghamtől. Miután ez a kapcsolata véget ért, elvette Eliza Garrettet, 1992-ben. Mostohafia, Keaton Simons énekes és dalszerző, mostohalánya Morgan Simons szakácsnő. Emma követi apját, nagynénjét és nagyapját a színészi pályán. Állatvédő, küzd az állatok jogaiért és vegán életmódot folytat.

### Autóbaleset és letartóztatás
1981-ben Roberts autóbalesetet szenvedett, aminek következtében három napig eszméletlen volt, eltörte a kulcscsontját és bal keze gyűrűsujja maradandóan megsérült. Balesete után szívesebben játszott „rossz fiú” alakokat. 1987-ben letartóztatták kokain és marihuána birtoklásáért, illetve mert letartóztatásakor ellenállt a New York-i rendőrség embereinek. 36 órát töltött a börtönben, beismerte bűnösségét, később ejtették a vádakat. 1991-ben ismét feljelentette Kelly Cunningham családi erőszak vádjával. Miután 1995-ben már akkori feleségét Eliza Garrettet is bántalmazta, úgy döntött, hogy végleg felhagy a drogokkal.
2001. január 12-én Roberts a The Howard Stern Radio Show-t a feleségével megerősítette, hogy húgával Julia Roberts-szel már nagyon rég nem tartja a kapcsolatot. Ez a színész drogfüggősége miatt van, illetve mert barátnőjével való szakításakor, Emma Roberts felügyeletéért folytatott perben, Julia az exbarátnője mellé állt. 2004-ben azt mondta a People magazinnak, hogy kibékültek a húgával, amikor meglátogatta az ikrek születése után.

## Filmjei
| - Jesse (2011) - The wayshower (2011) - Horror az autósmoziban (2011) - A múlt sötét árnyai (2010) - The Expendables - A feláldozhatók (2010) - (Dante's Inferno Animated) (2010) - Kínzó hőség (2009) - (The Butcher) (2009) - A félelem maga (2008) - A küklopsz szövetsége (2008) - A sötét lovag (2008) - (Witless Protection) - (Contamination) (2008) - Vírus a fedélzeten (2007) - (Sister's Keeper) (2007) - DOA: Élve vagy halva (2006) - Gyémántok ereje (2006) - Hősök (2006) - Láncra verve (2006) - XL szerelem (2006) - Zsákutca (2006) - A célpont bemérve (2004) - Graves End (2004) - Kölyökpilóta (2004) - Vegyes zöldség (Leépített szépség) (2004) - (Border Blues) (2004) - (Killer Weekend) (2004) - Mámor (2003) - (Russkie v Gorode Angelov) (2003) - (The Long Ride Home) (2003) - A por (2002) - Egy önéletrajz vázlata (2002) - Farkasok között (2002) - Karácsonyi láz (2002) - Less Than Perfect (2002) - Nemzetbiztonság Bt. (2002) - Veszélyeztetett faj (2002) - Fegyencjátszma (2001) - Halálos hullámhossz (2001) - Miből lesz a gyilkosság? (2001) - Raptor (2001) - Szellemi párbaj (2001) - Terror az 534-es járaton (2001) - Zsaruk a pácban (2001) - (Fast Sofa) (2001) - A király testőre (2000) - Alibi nélkül (2000) - Cecil B. DeMented (2000) - Dark Realm (2000) - Emberrablók markában (2000) - Gyilkos ösztön (2000) - Hajsza az idővel (2000) - Jeges halál (2000) - Nyomd a lóvét! (2000) - Szerepcserés támadás (2000) - The Flying Dutchman (2000) - Tökéletes gépezet (2000) | - A bűn királya (1999) - A bűn völgye (1999) - Bérgyilkos nyomában (1999) - Két gyilkos, egy áldozat (Két árnyék) (1999) - Mennybéli pokol (1999) - Purgatórium (1999) - Védd magad! (1999) - (Wildflowers) (1999) - A jövő hóhérai (1998) - Az angyalok háborúja 2. (1998) - Halálos felismerés (Dead End) (1998) - La Cucaracha - Botcsinálta bérgyilkos (1998) - TNT (1998) - Halálos felismerés (1998) - Árnyékok (1997) - C-16: Szuperügynökök (1997) - Különösen veszélyes (1997) - Odüsszeusz (1997) - A kábelbarát (1996) - Búcsúmulatság (1996) - Elsőszámú közellenség (1996) - Hidegvérrel (1996) - Sötét angyal (1996) - Zsaruvér (1996) - (Power 98) (1996) - Halhatatlanok (1995) - Megmentőm a fény (1995) - (Nature of the Beast) (1995) - A specialista (1994) - Kemény igazság (1994) - Szabadesés (1994) - (Sensation) (1994) - (Love Is a Gun) (1994) - A legfiatalabb keresztapa (1993) - Csalás és ámítás (1993) - Halálos riválisok (1993) - Pokoli utazás (1993) - (Bride a Violence) (1993) - Dermesztő szenvedélyek (1992) - A maffia lánya (1991) - Döntsön a kard! (1991) - Magányos szívek (1991) - Az elveszett Capone (1990) - Bosszúálló angyal (1990) - Szirénázó halál (1990) - Keserű ébredés (1989) - Riválisok (1989) - Vörös vér (1988) - Senki Bolondja (1986) - Coca Cola kölyök (1985) - Szökevényvonat (1985) - Az alvilág pápája (1984) - Egy aktmodell halála (1983) - Az utolsó telefonhívás (1981) - A cigányok királya (1978) |

## Díjak, jelölések
- 1986 - Oscar-jelölés - a legjobb férfi epizódszereplő (Szökevényvonat)
- 1986 - Golden Globe-jelölés - a legjobb férfi epizódszereplő (Szökevényvonat)
- 1984 - Golden Globe-jelölés - a legjobb drámai színész (Star '80 - Egy aktmodell halála)
- 1979 - Golden Globe-jelölés - a legjobb színészi debütálás (A cigányok királya)

## Fordítás
- Ez a szócikk részben vagy egészben  az   Eric Roberts című angol Wikipédia-szócikk ezen változatának fordításán alapul.  Az eredeti cikk szerkesztőit annak laptörténete sorolja fel. Ez a jelzés csupán a megfogalmazás eredetét és a szerzői jogokat jelzi, nem szolgál a cikkben szereplő információk forrásmegjelöléseként.